# Пеленг (навигация)
Пе́ленг в навигации — процесс определения углов между северным направлением меридиана и линией из точки наблюдения на объект; измеряется в горизонтальной плоскости по часовой стрелке от нуля (направление на север, N) до полной дуги окружности (0°—360° или 0—32 румб).
Пеленг на объект для краткости может называться «пеленгом объекта». То есть для измерения пеленга необходимы две точки — наблюдатель и объект, а также направление на север.

## Процесс пеленга
Пеленг — сложный процесс определения местоположения и состоит из:
- Определения направления на север (ориентация);
- Наведения на север;
- Взятие углового отсчёта;
- Наведения на объект;
- Взятие углового отсчёта.

## Разновидности

### По методу определения исходного направления
В зависимости от используемого меридиана, пеленг может быть:
- Истинный — отсчитывается от северного направления истинного (географического) меридиана, то есть направления на Северный полюс;
- Магнитный — отсчитывается от северного направления магнитного меридиана, то есть от направления силовых линий магнитного поля (магнитного меридиана) в данной точке поверхности Земли[2];
- Дирекционный — отсчитывается от северного направления осевого меридиана зоны прямоугольных координат и направлением на ориентир. Дирекционные углы направлений могут быть измерены с точностью порядка 30—60 угловых минут по топографической карте с помощью транспортира. При измерениях дирекционных углов по топографической карте можно использовать следующее определение дирекционного угла: дирекционным углом ɑ называется горизонтальный угол, измеряемый по ходу часовой стрелки от 0° до 360°, между северным направлением вертикальной линии километровой сетки плоских прямоугольных координат и направлением на ориентир;
- Гироскопический — отсчитывается от направления, максимально приближенного к истинному. Измеряется гирокомпасом[3], с помощью которого определяют истинный (астрономический) азимут ориентирного направления. Азимут определяется по двум, трем (четырем) точкам реверсии. Увеличение числа точек реверсии до трех (четырех) обеспечивает контроль и повышает точность определения[4].

### По методу измерения (взятия отсчёта)
По способу взятия отсчёта пеленг может быть:
- Компасный или буссольный — отсчитывается от компасного норда, то есть от направления, указываемого компасом. Так как компас любой конструкции имеет поправку, это направление отличается как от истинного, так и от магнитного;
- Визуальный (оптический) — измеряется пеленгаторами, курсоуказателями, визирами, перископами и им подобными инструментами. Предполагает, что объект (внешний ориентир) находится в прямой видимости наблюдателя. Точность оптического пеленга определяется точностью применяемого инструмента;
- Гидролокационный — направление на источник звука в воде. Измеряется гидролокатором;
- Тепловой — направление на инфракрасный источник. Измеряется тепловым визиром;
- Радиопеленг — в качестве объекта выступает радиопередатчик. Измеряется радиопеленгатором. Его дальность может быть гораздо больше прямой видимости. Поэтому на точность начинает влиять кривизна Земли. Радиопеленг является ортодромическим, поскольку радиоволны распространяются по кратчайшей линии. Для нанесения пеленга на карту возникает необходимость в поправке (ψ = Лок. П. − Орт. П.) для перевода его в локсодромический .

В случае меркаторской карты ортодромическая поправка имеет вид:
{\displaystyle \psi ={\frac {1}{2}}\cdot \Delta \lambda \cdot sin\phi _{\mathrm {cp} }}
и вычисляется по средней широте φср:
{\displaystyle \phi _{\mathrm {cp} }={\frac {\phi _{\text{c}}+\phi _{\text{p}}}{2}}}
и по разности долгот Δλ:
{\displaystyle \Delta \lambda =\lambda _{p}-\lambda _{c}}
где φс, λс — координаты счислимой точки, а φр, λр — координаты источника (радиомаяка).

## Пеленг и азимут
В отличие от азимута, допускающего вариации отсчёта, пеленг всегда измеряется от направления на север, по часовой стрелке и на полную дугу окружности. Таким образом пеленг соответствует круговому азимуту.

## Относительный пеленг
В англоязычных пособиях вместо понятия «курсовой угол» вводится разновидность пеленга под названием «относительный пеленг» (англ. relative bearing).